# Pedro Ayres Magalhães

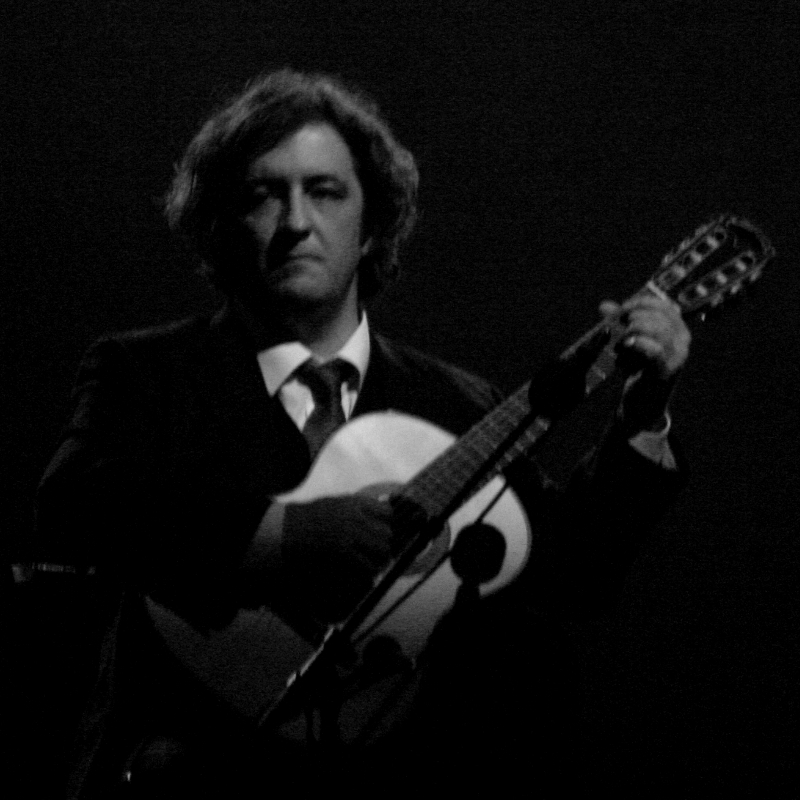
Pedro Ayres Magalhães (2005, mit Madredeus)

Pedro Ayres Ferreira de Almeida Gonçalves Magalhães (* 31. Juli 1959 in Lissabon) ist ein portugiesischer Musiker.

## Leben
Von 1976 bis 1981 besuchte er das Nationalkonservatorium in Lissabon (heute Escola Superior de Teatro e Cinema). Er war Mitbegründer der ersten Punkband Portugals, Os Faíscas (deutsch: Die Blitze), aus denen die New-Wave-Gruppe Corpo Diplomático (deutsch: Diplomatisches Korps) hervorging. Nach deren Ende 1981 gründete Magalhães mit einigen seiner Bandkollegen die wegweisende Popband Heróis do Mar.
Er war 1982 Mitbegründer des Independent-Labels Fundação Atlântica (deutsch: Atlantische Stiftung) und produzierte außerdem verschiedene Schallplatten anderer Musiker, darunter die LPs Sonho Azul (deutsch: Blauer Traum) von Né Ladeiras (1983) und Dar & Receber (deutsch: Geben und Nehmen) von António Variações (1984). Er schrieb in der Folge auch Texte und Musik für Künstler wie Pilar, Rão Kyao, Lena D’Água oder die Delfins, bei denen er zwischenzeitlich auch Bandmitglied war. 1984 veröffentlichte er seine einzige Schallplatte unter eigenem Namen, eine Maxisingle mit zwei Instrumentalstücken.
1986 war er Mitbegründer der in Portugal wegweisenden Konzertagentur Malucos da Pátria (deutsch: Verrückte des Vaterlandes), bei der Bands wie Sétima Legião, Heróis do Mar, Xutos & Pontapés, Delfins oder Mão Morta unter Vertrag standen. 1989 entstand daraus die Konzertagentur União Lisboa, die neue Maßstäbe in Hinsicht auf Professionalität und Größe in Portugal setzte. Im Rahmen dieser Tätigkeit taten sich einige bekannte Musiker von Bands wie Xutos & Pontapés, Delfins, Santos & Pecadores u. a. um Magalhães zusammen, um die Supergroup Resistência (deutsch: Widerstand) zu gründen, die von 1990 bis 1994 mit Konzerten und zwei Studio- und einem Live-Album großen Erfolg hatten in Portugal.
U.a. mit Rodrigo Leão, seinem langjährigen musikalischen Wegbegleiter Carlos Maria Trindade und der Sängerin Teresa Salgueiro gründete er 1986 die Gruppe Madredeus, die in den 1990er Jahren die international bisher erfolgreichste portugiesische Musikgruppe wurde. Sie verkaufte bis April 2012 etwa 3 Millionen Tonträger, davon zwei Drittel im Ausland, und gab etwa 1.000 Konzerte, davon ca. 700 im Ausland.
Nach einer Hauptrolle 1987 im Film Duma Vez por Todas (deutsch: Ein für alle Mal) des Regisseurs Joaquim Leitão trat er nur gelegentlich als Schauspieler auf, darunter mit Madredeus 1994 im vielbeachteten Film Lisbon Story, des deutschen Regisseurs Wim Wenders. Er steuerte auch die Filmmusik zu einigen Filmen und Fernsehserien bei, teilweise als Komponist, teilweise auch mit Madredeus als Interpret.

## Bands
- 1977–1979: Os Faíscas (auch: Os Fabulosos Faíscas); keine Veröffentlichungen
- 1979–1980: Corpo Diplomático; eine LP, eine Single
- 1981–1989: Heróis do Mar; zahlreiche Veröffentlichungen
- seit 1986: Madredeus; zahlreiche Veröffentlichungen

## Solo-Veröffentlichung
- 1985: O Ocidental Infernal (12" Maxi-Single; EMI / Valentim de Carvalho, Katalog-Nr. 1775686)
  - Seite A: O Ocidental Infernal (Instrumental, 5:35) (Titelübersetzung: Der höllische Westliche)
  - Seite B: Adeus Torre de Belém (Instrumental, 9:40) (Titelübersetzung: Auf Wiedersehen Torre de Belém)

## Filmografie (Auswahl)
- 1987: Duma Vez por Todas (Darsteller und Anteil an Filmmusik; Regie: Joaquim Leitão)
- 1988: Longe (Darsteller und Filmmusik; Regie: Cristina Hauser)
- 1994: Lisbon Story (Darsteller und Filmmusik; Regie: Wim Wenders)
- 1997: A Janela Não É a Paisagem (Filmmusik; Regie: Edgar Pêra)
- 2001: A Janela (Filmmusik; Regie: Edgar Pêra)
- 2001: Schwer verliebt (Filmmusik; Regie: Peter und Bobby Farrelly)
- 2001: Os Maias (Musik; Fernsehserie)
- 2012: Worlds Apart (Filmmusik; Regie: Sara Barbas)
- 2019: Amor de Mãe (Filmmusik, Telenovela)